# Orbász vármegye

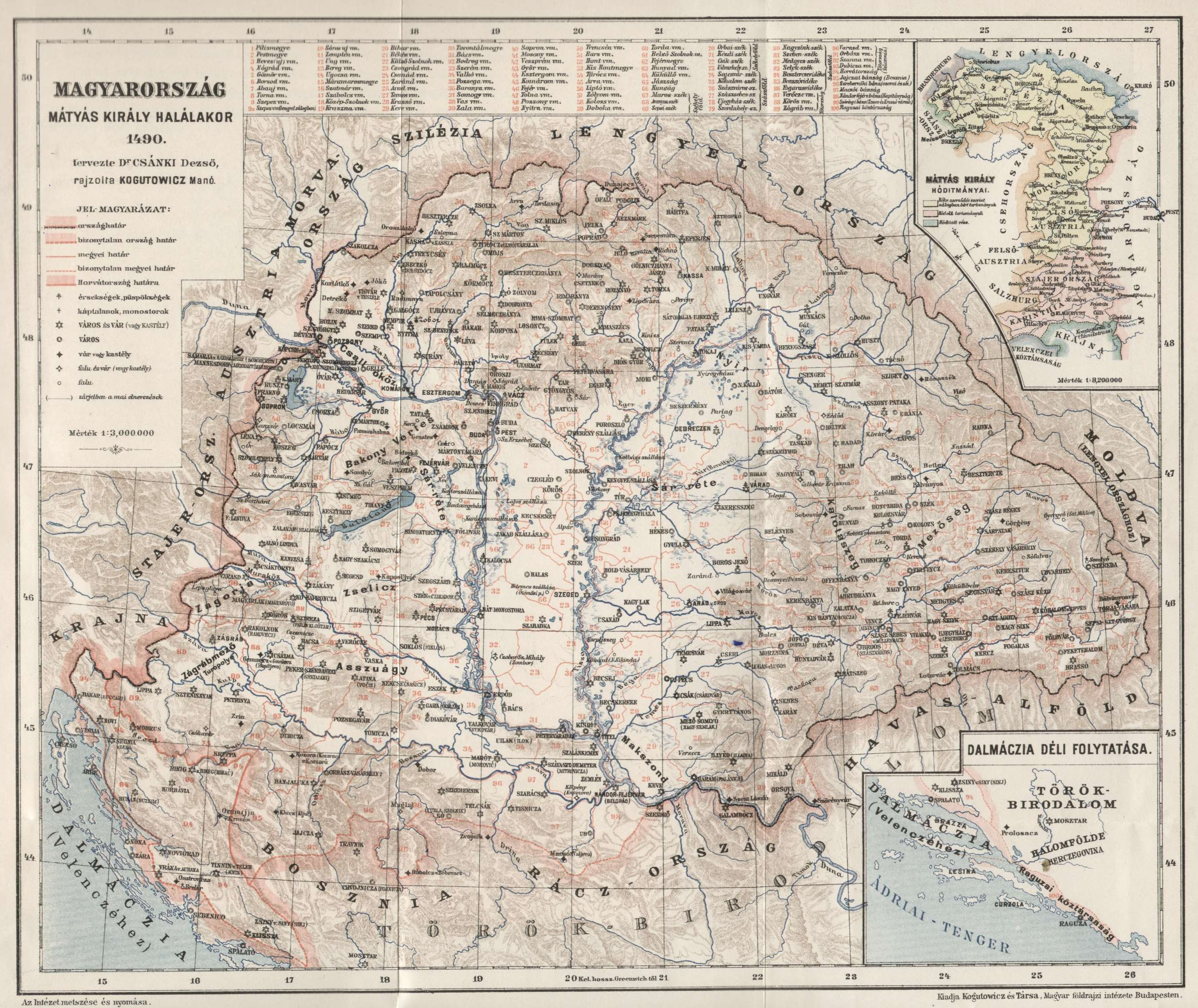
Csánki Dezső–Kogutowicz Manó: Magyarország Mátyás király halálakor

Orbász vármegye a Magyar Királyság 1243-1526 közötti közigazgatási területe. A vármegye székhelye a Szávába ömlő Orbász folyó bal partján fekvő Orbászvásárhely volt.

## Fekvése
A Száva középső folyásának jobb partján helyezkedett el. Kőrös vármegyétől és Pozsega vármegyétől északon a Száva határfolyó választotta el, keleten Bosznia illetve az ott szervezett szreberniki bánság, délen Bosznia illetve az ott szervezett jajcai bánság, nyugaton Szana vármegye és Dubica vármegye határolta.

## Története
Nevét 1243-ban említette először oklevél. Főispánja ez időben István királyi főlovászmester volt. 1242-1253 között István esztergomi érsek (Elhunyt: Rómában, 1268-ban), Orbaz comes fia volt. 
Orbász vármegyét a magyar vármegyék mintájára szervezték fő- és alispánokkal, szolgabírákkal, nemesi közgyűlésekkel, akik követeiket a magyar országgyűlésre küldték, valószínű, hogy az utolsót az 1505. évi rákosi országgyűlésre. 
Orbász vármegye fő birtokosai a zágrábi püspök, valamint a Csabai, Csontos, Dessewffy, Garay, Paksi, Pécsi családok voltak, egyházmegyei igazgatását a zágrábi püspökség látta el.  A 13. században a Szana vármegyét is magába foglaló dubicai főesperességhez tartozott  13 plébániával.  IV. Béla király 1269-ben a zágrábi püspökség népeit kivéve az ispán hatósága alól  püspöki hatóság alá helyezte. 
1360-ban Kőrös, Dubica, Orbász és Szana vármegyék rendjei utóbbi székelyén: Kozara várában, majd 1380. VII. 2-án Zágrábban gyűltek össze Zágráb, Dubica, Orbász, Szana és Mere vármegyék nemesei, hogy birtokperekben döntsenek.
1448-ban Frangepán Mihály a Blagay leánnyal kötött házassága révén a vármegye fő birtokosai közé került. Később a vármegye a török portyák pusztításainak színtere lett. Az 1519. március 28-án 3 évre kötött magyar-török fegyverszünet idején Orbászvára még magyar birtok, várát még 1526-ban is védelmi állapotban tartották. 1528-ban azonban Orbászvára Apiani Péter térképén már nem található meg.